# Joanna Stone
Joanna Stone-Nixon (Londra, 4 ottobre 1972) è un'ex giavellottista australiana.

## Palmarès

### Mondiali
- 1 medaglia:
  - 1 argento (Atene 1997)

### World Cup
- 1 medaglia:
  - 1 oro (Johannesburg 1998)